# استل مانور (نیوجرسی)
استل مانور (به انگلیسی: Estell Manor) شهری در ایالت نیوجرسی کشور ایالات متحده آمریکا است که جمعیت آن در سرشماری سال ۲۰۱۰ میلادی، ۱٬۷۳۵ نفر بوده‌است.